# Ludovic Giuly
Ludovic Giuly (* 10. Juli 1976 in Lyon) ist ein ehemaliger französischer Fußballspieler. Er spielte meist im zentralen oder rechten offensiven Mittelfeld.

## Karriere
Ludovic Giuly kam früh mit dem Fußball in Berührung, als sein Vater Dominique im Dorf Zalana auf Korsika wohnte. Dominique spielte zu der Zeit als Profitorhüter des SC Bastia und ließ seine Karriere bei Amateurvereinen bis ins Alter von 42 Jahren in diversen Vereinen vor den Toren von Lyon ausklingen.

### Verein
Giuly begann seine Karriere bei ASC Monts d’Or Chasselay in der Stadt Chasselay rund 20 Kilometer von Lyon entfernt. Er wechselte 1993 in das Schulungszentrum von Olympique Lyon. Nach einem Jahr wurde er in das Profiteam befördert und gewann 1994 die Coupe Gambardella.
1999 wechselte er ins Fürstentum Monaco zur AS Monaco. Sein größter Erfolg bei den Monegassen war das Erreichen des Champions-League-Finales 2004 gegen den FC Porto, das mit 0:3 verloren wurde. Giuly war der Kapitän der Mannschaft und wurde wegen einer Verletzung bereits nach 23 Minuten ausgewechselt. Nach dieser Saison wechselte er nach Spanien zum FC Barcelona. In seiner ersten Saison gewann er die spanische Meisterschaft und den Supercup. In der Saison 2005/06 gewann er mit dem FC Barcelona wieder die spanische Meisterschaft und die Champions League.
Im Juli 2007 wechselte er für 3,2 Millionen Euro in die Serie A zum AS Rom. Nach einer Spielzeit kehrte er im Sommer 2008 für 2,5 Millionen Euro in die Ligue 1 zu Paris Saint-Germain zurück.
Im August 2011 wechselte Giuly erneut zur AS Monaco. Im Juli 2012 löste er seinen Vertrag mit Monaco auf und unterschrieb einen Vertrag beim FC Lorient. Zum Beginn der Saison 2013/14 ist er zu seinem Jugendverein Monts d’Or Azergues Chasselay zurückgekehrt, der in der höchsten Amateurliga spielt, und will daneben eine Ausbildung zum Fußballtrainer absolvieren. In der ersten Hauptrunde des Landespokals 2013/14 erzielte Giuly Chasselays einzigen Treffer gegen den zwei Klassen höher antretenden FC Istres und trug dadurch wesentlich dazu bei, dass die Amateure die nächste Runde erreichten.

### Nationalmannschaft
Sein Debüt in der französischen Nationalmannschaft absolvierte Giuly am 29. März 2000 in einem Spiel gegen Schottland. Entgegen der Erwartung vieler Fans und Experten verzichtete Trainer Raymond Domenech zur Weltmeisterschaft 2006 auf Giuly und nominierte stattdessen Franck Ribéry für die Position des rechten offensiven Mittelfeldspielers, auch die Verletzung von Djibril Cissé verhalf ihm nicht zum Sprung in den Weltmeisterschaftskader. Auch nach der Weltmeisterschaft plante Domenech nicht mehr mit Giuly in der Nationalmannschaft, da es bessere und jüngere Alternativen für ihn gebe.
Er bestritt 17 Partien und erzielte drei Tore für die Nationalmannschaft.

## Erfolge
- UI-Cup: 1997
- Französischer Fußballmeister: 2000
- Französischer Ligapokal: 2003
- Spanische Meisterschaft: 2005, 2006
- Spanischer Supercup: 2005
- Copa Carranza: 2005
- UEFA Champions League: 2006
- Étoile d’Or: 2003
- Spieler des Monats der Ligue 1: September 2003, November 2003
- Supercoppa Italiana: 2007
- Coppa Italia: 2008
- Französischer Fußballpokal:2010

## Sonstiges
Ihm zu Ehren benannte sein erster Verein in Chasselay sein Stade de la Moutonne am 13. Juli 2006 in Stade Ludovic Giuly um. Das Stadion umfasst 1.500 Plätze, davon sind nur 360 Sitzplätze.